# Ein Frauenschicksal in den Goldfeldern Kaliforniens
Ein Frauenschicksal in den Goldfeldern Kaliforniens (Originaltitel: Driftin’ Thru) ist ein US-amerikanischer Stummfilmwestern aus dem Jahr 1926 von Scott R. Dunlap mit Harry Carey sr. in der Hauptrolle. Das Drehbuch basiert auf einer Originalstory von Basil Dickey und Harry Haven.

## Handlung
Während er durch den Südwesten reitet, hält Daniel Brown in einer Stadt an, um Kugeln zu besorgen, mit denen er seinem verletzten Esel den Gnadenschuss geben kann. Als er in einem Spielsalon Halt macht, wird ihm zu Unrecht vorgeworfen, den Besitzer Bull Dunn ermordet zu haben. Daniel entkommt dem Sheriff, stiehlt ein Pferd, springt von diesem auf einen Zug und wird von einem Mädchen in ihrem Abteil versteckt.
Daniels Flucht führt ihn zu dem Goldsucher Joshua Reynolds. Er erfährt, dass das Mädchen, das ihm so großzügig im Zug geholfen hat, eine nahegelegene Ranch besitzt, auf der, ohne dass sie es weiß, reiche Goldvorkommen liegen. Joe Walters, der Vorarbeiter der Ranch, plant mit Stella Dunn, der Witwe des ermordeten Spielers, die Ranch des Mädchens günstig zu kaufen. Mit Hilfe des alten Goldsuchers verhindert Dan den Verkauf. Als er vom Sheriff verhaftet werden soll, gesteht die Witwe Dunn, ihren Mann ermordet zu haben.

## Hintergrund
Da keine Kopien der fünf Filmrollen existieren, gilt der Film als verschollen.

## Veröffentlichung
Die Premiere des Films fand am 21. Februar 1926 statt. 1927 kam er im Deutschen Reich und in Österreich in die Kinos. Er wurde auch unter dem Titel Im Schatten des Verbrechens gezeigt.

## Kritiken
In einer Pre-Review der Motion Picture News schrieb Frank Elliot, der Film biete nichts besonders Neues, sei jedoch in Bezug auf Drehbuch, Regie, Kameraführung und Ausstattung fachmännisch hergestellt.